# Gisèle Barret
Pour les articles homonymes, voir Barret (homonymie).
Gisèle Barret, née Gisèle Amar le 13 mai 1933 à Oran[réf. nécessaire], est une professeure de didactique française et québécoise. Elle est connue pour la création et le développement de l’expression dramatique[Quoi ?].

## Biographie
Gisèle Barret est la cousine de l’écrivaine et dramaturge Hélène Cixous[réf. souhaitée]. En 1956, elle épouse l’artiste Pierre Barret.
Elle détient un doctorat ès lettres en pédagogie du théâtre (1969) et un doctorat d'État (1987). Ses deux thèses ont été dirigées par Jacques Scherer à l'Université Sorbonne-Nouvelle[réf. souhaitée].
En 1967, elle déménage au Québec et entre à l’Université de Montréal comme chargée d’enseignement pour ouvrir la concentration en audiovisuel à la Faculté des Sciences de l’Éducation. Après quoi, elle devient professeure adjointe (1969), agrégée (1973), puis titulaire (1979).
Ses archives sont conservées à la Division de la gestion de documents et des archives de l'Université de Montréal.

## Expression dramatique
À travers ses travaux et son enseignement, Gisèle Barret crée l’expression dramatique. À la fois une discipline et une méthode pédagogique, l’expression dramatique est une forme d’apprentissage par le jeu qui se concentre sur l’expression de soi et la communication avec autrui,,. L'expression dramatique est une pédagogie « qui s'inspire des participants et qui évolue selon le contexte d'enseignement ». Son but est de favoriser le développement de la personne à travers la mouvance, l’interaction et la créativité.
Gisèle Barret est la rédactrice des premiers programmes et guides pédagogiques d'expression dramatique pour le Ministère de l'Éducation du Québec (1969-1973). Ces programmes sont introduits dans les écoles secondaires au Québec en 1971, et dans les écoles primaires en 1972. Pour former les enseignants de ces programmes, elle crée un programme d’expression dramatique à l’Université de Montréal (Certificat, M.Ed., M.A., Ph.D.) dont elle sera responsable jusqu'en 1988.
Gisèle Barret élabore aussi le concept de la « pédagogie de la situation »,,, et quatre instruments pédagogiques : le cadran didactique (1973), l'éventail de la pédagogie de la situation (1983), le modèle de l'animateur aux trois fonctions (1985) et le modèle tridimensionnel des trois savoirs en art et éducation (1990).

## Publications
Gisèle Barret publie de nombreux ouvrages et articles dans des revues savantes. Les principaux sujets de ses textes sont l'expression dramatique et la pédagogie de la situation. Ses textes ont été traduits en espagnol, en portugais, en allemand, en anglais et en italien.

### Ouvrages
- Que d'objets ! Tant d'objets ! Pour une pédagogie des objets, 2021
- Pour Gyslène Hommage et témoignage.La SLA, une expérience vécue, 2020
- (es) Memoria(s) de expresión dramática. Para la formación y la investigación, 2009
- Expression dramatique et théâtre, 1999, avec Jean-Claude Landier
- Pédagogie de l'expression dramatique, 1992
- Expression dramatique et théâtre, 1991, avec Jean-Claude Landier
- Essai sur la pédagogie de la situation en expression dramatique et en éducation, 1986

### Articles
- (pt) « Arteducação: em busca de um novo conceito », dans José Dantas Lima Pereira, Manuel Francisco Vieites, Marcelino de Sousa Lopes (dirs.), As artes na educação, Chaves, INTERVENÇÃO, 2014, p. 13-24.
- (pt) « Expresión Dramática Versus Teatro y Viceversa », dans Teatro para criança, teatro para todos. Um percuso histórico do teatro para a infãncia em Portugal, Lisbonne, Portugal, 2013, p. 349-353, avec Teresa Duarte.
- (es) « Impresiones », dans Casanova Graciela et Marc-Georges Klein, El gesto y la huella. Una poética de la experiencia corporal, Buenos Aires, Argentina, Editorial Biblos/el cuerpo propio, coll. « sin fronteras », 2013, p. 15-18.
- (ca) « Dinàmica de creació compartida desde la pedagogua de la situació », dans Garcia Betsabé, Play-Back 40 anys de l'Escola d'expressió i psicomotricitat Carme Aymerich, Barcelone, Ajuntament de Barcelona, Institut d'Educació, 2009, p. 182-190 (traduction catalane de l'article Dinámica de creación compartida desde la Pedagogía de la Situación.
- (es) « Arte/educación: hacia una didáctica de los campos cruzados », dans María Paz Brozas Polo (coordination), Cuerpo, imagen y expresión, Universidad de León, Secretariado de publicaciones, 2006, p. 15-26.
- (es) « Didáctica del soporte visual desde la pedagogía de la situación », dans María Paz Brozas Polo (coordination), Cuerpo, imagen y expresión, Universidad de León, Secretariado de publicaciones, 2006, p. 107-124.
- (es) « Del miedo al silencio creativo, un aporte vivido al mito de las Amazonas », dans Lola Poveda, Teatro oculto, Barcelona, Instituto para el Desarrollo Integral, 1998, p. 149-52.
- (es) « Vida creativa y formación transpersonal », dans Gilda Waisburd, Creatividad y transformación, México, Editorial Trillas, 1996, p. 143-44, 147, 164, 181, 214, 242, 301-32.
- « La Personne du formateur en expression dramatique », dans Françoise Leplâtre (dir.), La formation se met en scène, Paris, Centre Inffo, 1996, p. 21-32.
- (es) chap. IV « El teatro como materia programada en el proceso de aprendizaje », dans Lola Poveda, Ser o no ser, Madrid, Narcea, 1995, p. 132-35.
- « Que de chaises ! Tant de chaises ! Variations échevelées sur (autour de) la chaise », Texturas, Vitoria, Espagne, no 9,‎ 1998, p. 77-80.
- « Le Spécialiste en théâtre éducation : un personnage étrange entre-deux », IDEA Journal, Toronto, OISE, vol. 1, no 1 « Inaugural Issue "Polyphonic Voices, Rainbow Worlds: One Destiny" »,‎ 1997, p. 1-6.
- « Pédagogie de l'expression dramatique : vingt ans d'exdra, 1967-1987, au Québec et ailleurs », Revue des sciences de l'éducation, vol. XIV,‎ 1988, p. 101-04.
- « Éléments pour une problématique du théâtre jeunes publics », Cahiers de théâtre JEU, Montréal, no 39,‎ 1986, p. 46-48.
- « Petit Essai sur la dramaturgie de Sihanouk d'Hélène Cixous », Cahiers de théâtre JEU, Montréal, no 39,‎ 1986, p. 131-41.
- « Le Cadran didactique », Revue des sciences de l'éducation, vol. XII, no 1,‎ 1986, p. 115-19.
- « Pour une définition de l'expression dramatique », Repères - Essais en éducation, no 7,‎ 1986, p. 77-106.
- « La Recherche en arts-créativité-expressions à la Faculté des sciences de l'éducation de l'Université de Montréal », Repères - Essais en éducation, no 7,‎ 1986, p. 113-20.
- « Expression dramatique et pédagogie, France-Québec-Canada », Revue des sciences de l'éducation, vol. X, no 3,‎ 1984, p. 541-57.
- « Quatre Questions sur l'exdra », Cahiers de théâtre JEU, Montréal, no 31,‎ 1984, p. 27-31.
- « Plaidoyer pour une terminologie ouverte », Cahiers de théâtre JEU, Montréal, no 12,‎ 1979, p. 20-22.